# Научная теория
Научная теория — это объяснение аспекта мира природы, которое можно многократно проверять и подтверждать в соответствии с научным методом, используя принятые протоколы наблюдения, измерения и оценки результатов. Там, где это возможно, теории проверяются в контролируемых условиях в эксперименте. В обстоятельствах, не поддающихся экспериментальному тестированию, теории оцениваются через принципы гипотетического (абдуктивного) мышления. Признанные научные теории, выдержавшие строгое изучение, воплощают научные знания.
Как и в случае с другими формами научного знания, научные теории являются как дедуктивными, так и индуктивными, нацеленными на предсказательную и объяснительную силу.
Палеонтолог Стивен Джей Гулд писал, что:

… факты и теории — это разные вещи, а не ступени в иерархии растущей уверенности. Факты — это мировые данные. Теории — это структуры идей, которые объясняют и интерпретируют факты.
Оригинальный текст (англ.)...facts and theories are different things, not rungs in a hierarchy of increasing certainty. Facts are the world's data. Theories are structures of ideas that explain and interpret facts.

## Типы
Альберт Эйнштейн описал два типа научных теорий — «конструктивные теории» (англ. Constructive theories) и «принципиальные теории» (англ. principle theories). Конструктивные теории являются конструктивными моделями явлений: например, кинетическая теория. Принципиальные теории — это эмпирические обобщения, такие как законы движения Ньютона.

## Определение

### Определения научными организациями
Национальная академия наук США определяет научные теории следующим образом:

Формальное научное определение теории весьма отличается от повседневного значения слова. Это относится к всестороннему объяснению некоторого аспекта природы, которое подтверждается огромным количеством доказательств. Многие научные теории настолько хорошо обоснованы, что никакие новые доказательства не могут существенно их изменить. Например, никакие новые доказательства не продемонстрируют, что Земля не вращается вокруг Солнца (гелиоцентрическая теория), или что живые существа не состоят из клеток (теория клеток), что вещество не состоит из атомов или что поверхность Земли не разделена на сплошные плиты, которые перемещаются по геологическим временным масштабам (теория тектоники плит)…Одним из наиболее полезных свойств научных теорий является то, что они могут быть использованы для прогнозирования природных явлений или явлений, которые ещё не наблюдались.
Оригинальный текст (англ.)The formal scientific definition of theory is quite different from the everyday meaning of the word. It refers to a comprehensive explanation of some aspect of nature that is supported by a vast body of evidence. Many scientific theories are so well established that no new evidence is likely to alter them substantially. For example, no new evidence will demonstrate that the Earth does not orbit around the sun (heliocentric theory), or that living things are not made of cells (cell theory), that matter is not composed of atoms, or that the surface of the Earth is not divided into solid plates that have moved over geological timescales (the theory of plate tectonics)...One of the most useful properties of scientific theories is that they can be used to make predictions about natural events or phenomena that have not yet been observed.

## Формирование
Теории не должны быть совершенно точными, чтобы быть научно полезными. Например, предсказания, сделанные классической механикой, как известно, являются неточными в релятивистской сфере, но они почти точно верны при сравнительно низких скоростях обычного человеческого опыта. В химии существует много кислотно-основных теорий, дающих весьма разные объяснения основной природы кислотных и основных соединений, но они очень полезны для прогнозирования их химического поведения. Как и все знания в науке, ни одна теория никогда не может быть полностью подтверждена, поскольку вполне возможно, что будущие эксперименты могут вступать в противоречие с предсказаниями теории. Тем не менее, теории, поддерживаемые научным консенсусом, имеют самый высокий уровень достоверности любого научного знания; например, что все объекты подвержены гравитации или что жизнь на Земле произошла от общего предка.

## Описания

### Философы науки
Карл Поппер описал характеристики научной теории следующим образом:
1. Легко получить подтверждения или проверять почти каждую теорию, если мы ищем подтверждения.
2. Подтверждения должны учитываться только в том случае, если они являются результатом рискованных предсказаний, то есть, если, не будучи просвещенными рассматриваемой теорией, мы должны были ожидать событие, несовместимое с теорией, — событие, которое опровергло бы теорию.
3. Каждая «хорошая» научная теория — это запрет: она запрещает определённые вещи. Чем больше теория запрещает, тем лучше.
4. Теория, которая не может быть опровергнута каким-либо мыслимым событием, ненаучна. Неопровержимость — не достоинство теории (как часто думают люди), а порок.
5. Любое подлинное испытание теории — это попытка её фальсифицировать или опровергнуть. Проверяемость — это фальсифицируемость. Но существуют степени проверяемости, некоторые теории более проверяемы, более подвержены опровержению чем другие, они как бы берут на себя большие риски.

## Физика
В физике термин теория обычно используется для математической структуры — полученной из небольшого набора базовых постулатов (обычно симметрий — таких как равенство мест в пространстве или во времени, или идентичность электронов и т. д.), — которые способны производить экспериментальные прогнозы для данной категории физических систем. Хорошим примером является классический электромагнетизм, который включает в себя результаты, полученные из калибровочной симметрии (иногда называемой калибровочной инвариантностью) в форме нескольких уравнений, называемых уравнениями Максвелла. Конкретные математические аспекты классической электромагнитной теории называются «законами электромагнетизма», отражая уровень последовательных и воспроизводимых доказательств, которые их поддерживают. В рамках электромагнитной теории в целом существует множество гипотез о том, как электромагнетизм применим к конкретным ситуациям. Многие из этих гипотез уже считаются адекватно проверенными, причем новые всегда находятся в стадии разработки и, возможно, не проверены. Примером последнего может быть сила реакции излучения. По состоянию на 2009 г. его влияние на периодическое движение зарядов можно обнаружить в синхротронах, но только в виде усредненных по времени эффектов. Некоторые исследователи в настоящее время рассматривают эксперименты, которые могли бы наблюдать эти эффекты на мгновенном уровне (то есть не усредняться по времени).

### Дальнейшее чтение
- Space, Climate Change, and the Real Meaning of Theory. The New Yorker (17 августа 2016). Дата обращения: 18 августа 2016., эссе британско-американского метеоролога и астронавта НАСА об антропогенном глобальном потеплении и «теории»